# Lucie Pak Hui-sun
Pour les articles homonymes, voir Sainte Lucie et Pak.
Lucie Pak Hui-sun (en coréen 박희순 루치아) est une laïque chrétienne coréenne, martyre et sainte, née en 1801 à  Séoul en Corée, morte décapitée le 24 mai 1839 à côté de Séoul.
Reconnue martyre et béatifiée en 1925 par le pape Pie XI, elle est solennellement canonisée à Séoul par Jean-Paul II le 6 mai 1984 avec 102 autres martyrs de Corée. 
Sainte Lucie Pak Hui-sun est fêtée le 24 mai et le 20 septembre.

## Biographie
Lucie Pak Hui-sun naît en 1801 à côté de Séoul, plus précisément à Hanyang, dans une belle demeure. Elle est la sœur cadette de Marie Pak Kun-agi. 
Remarquée pour sa beauté, Lucie Pak Hui-sun est choisie pour dame d'honneur de la reine, au palais royal. Elle se montre intelligente et pleine de capacités. Elle maîtrise parfaitement le coréen et le chinois. 
Sa beauté est à l'origine d'un problème à la cour. Lorsqu'elle a quinze ans, le jeune roi âgé de dix-sept ans la remarque ; attiré par sa beauté, il essaye de la séduire. Les autres femmes du palais auraient tout de suite considéré cela comme un honneur et la plupart d'entre elles auraient attiré le roi. Mais Lucie Pak Hiu-sun est consciente de la confiance de la reine et évite courageusement de tomber dans la tentation. La rumeur s'en répand à travers le palais. Plus tard, Laurent Imbert en dira que c'est un acte de bravoure et de droiture, jamais vu en Corée.
Elle est peu satisfaite de la vie de palais et recherche quelque chose de plus profond. Elle a trente ans quand elle entend parler pour la première fois de l'Église catholique. Le catholicisme lui apparaît comme une grande lumière, et elle en étudie la doctrine en profondeur pour mieux la comprendre et y croire. Le palais luxueux avec tous ses rites n'étant pas un lieu propice pour la vie chrétienne, elle veut le quitter pour vivre selon l'Évangile ; les femmes du palais ne pouvant en sortir que pour des raisons très sérieuses, elle feint d'être malade, et obtient l'autorisation de partir.
Son père étant farouchement opposé à l'Église, il refuse qu'elle reste à la maison. Elle part donc vivre avec un neveu. Là, elle rejette tout luxe et adopte un style de vie simple. Son exemple est tel que son neveu et sa famille sont eux aussi attirés par l'Église et sont baptisés. Sa sœur aînée, Marie Pak Kun-agi, vient également habiter la même maison ; elle se convertit aussi.
Lors de la persécution, la police investit leur maison le 15 avril 1839. Lucie Pak Hui-sun leur offre du vin et de la nourriture, puis ils partent en prison de bonne humeur. Ils savent ce qui les attend mais n'ont pas peur.
Le commissaire de police n'arrive pas à faire renier sa foi à Lucie Pak, et la livre au tribunal. Dans la prison du tribunal, elle est torturée, sa chair lacérée jusqu'aux os. Elle dit alors qu'elle comprend mieux la souffrance de Jésus et Marie. Curieusement, ses blessures guérissent vite ; les gardiens attribuent cela à la magie.
En prison, elle enseigne aux prisonniers, réconforte ceux qui sont dans la peine et aide les catholiques inquiets ou désemparés. Elle-même se prépare au martyre. Lucie Pak Hui-sun est finalement décapitée le 24 mai 1839 à l'extérieur de Séoul, à la Petite porte de l'Ouest,.

## Canonisation
Lucie Pak Hui-sun est reconnue martyre par décret du Saint-Siège le 9 mai 1925 et ainsi proclamée vénérable. Elle est béatifiée (proclamée bienheureuse) le 5 juillet suivant par le pape Pie XI.
Elle est canonisée (proclamée sainte) par le pape Jean-Paul II le 6 mai 1984 à Séoul en même temps que 102 autres martyrs de Corée,. 
Sainte Lucie Pak Hui-sun est fêtée le 24 mai, jour anniversaire de sa mort, et le 20 septembre, qui est la date commune de célébration des martyrs de Corée.